# هنري مكدونالد
هنري مكدونالد (بالإنجليزية: Henry McDonald)‏ هو لاعب كرة قاعدة أمريكي، ولد في 31 أغسطس 1890 في بورت أو برانس في هايتي، وتوفي في 12 يونيو 1976.